# Lagarozoum profundum
Lagarozoum profundum är en mossdjursart som beskrevs av Harmer 1926. Lagarozoum profundum ingår i släktet Lagarozoum och familjen Aspidostomatidae. Inga underarter finns listade i Catalogue of Life.